# Umaria (Distrikt)
Umaria ist ein Distrikt im indischen Bundesstaat Madhya Pradesh. Verwaltungssitz ist die Stadt Umaria.

## Geografie
Der Distrikt Umaria liegt im Osten von Madhya Pradesh. Er grenzt im Norden an den Distrikt Distrikt Satna, im Nordosten, Osten und Südosten an den Distrikt Shahdol, im Süden an die Distrikte Anuppur und Dindori sowie im Westen an den Distrikt Katni.
Geografisch zerfällt der Distrikt in drei Teile. Ein Teil des Gebiets ist Bergland und gehört zur Maikal Range. In diesem Teil des Distrikts erreicht das Gebirge eine Höhe von bis zu 1100 m über Meereshöhe. Ein weiterer Teil ist die Hochebene und das Hügelland des Eastern Plateaus. Der geografisch am tiefsten gelegene Teil sind die Täler an den Flüssen Son und Mahanadi. Der Mahanadi bildet die Westgrenze des Distrikts. Die durchschnittliche jährliche Niederschlagsmenge liegt bei ca. 812 mm, von der jedoch etwa 90 % während der sommerlichen Monsunzeit (zweite Juniwoche bis Ende September) fallen. In den Monaten Juli bis September ist die Luftfeuchtigkeit sehr hoch. Am wärmsten ist es in den Monaten April bis Juni. Von der Fläche des Distrikts sind rund 58 % (2377 km²) bewaldet; darunter sind 674 km² in Schutzgebieten.

## Geschichte
Die Frühgeschichte des Distrikts ist unbekannt. Im 10. und 11. Jahrhundert gehörte ein Teil des heutigen Distrikts zum Reich Kalachuri. In den folgenden Jahrhunderten war das Gebiet unabhängig. Nur von 1597 bis 1602 unterstand es dem Mogulreich. Im Jahr 1802 eroberten die Marathen Teile des Gebiets, mussten es aber bereits 1826 an die Britische Ostindien-Kompanie abtreten. Nach dem indischen Aufstand im Jahr 1857 kam das Gebiet unter direkte britische Herrschaft. Diese übergab es als Dank für die Hilfe bei der Unterdrückung des Aufstands dem Fürstentum Rewa. Es wurde bis 1947 Teil des Gebiets South Rewa (später South District). Nach der Schaffung des Distrikts Sohagpur (später Shahdol) war es Teil dieses Verwaltungsgebiets. Dabei gehörten Teile des heutigen Distrikts ursprünglich zum Unterbezirk Bandhogarh (mit der Hauptstadt Umaria) und die restlichen Gebiete zum Unterbezirk Pushprajgarh. Dies blieb bis 1998 so. Nach der Unabhängigkeit Indiens (1947) gehörte die Region zu den Fürstenstaaten der Central Provinces, aus denen im Jahr 1948 der Bundesstaat Vindhya Pradesh hervorging. Dieser Bundesstaat wurde am 1. November 1956 Teil des Bundesstaats Madhya Pradesh. Am 2. Juli 1998 trennte sich der westliche Teil des Distrikts Shahdol ab und wurde zum Distrikt Umaria.

## Bevölkerung

### Übersicht
Die Einwohnerzahl lag bei 644.758 (2011). Die Bevölkerungswachstumsrate im Zeitraum von 2001 bis 2011 betrug 24,96 %. Umaria hat ein Geschlechterverhältnis von 950 Frauen pro 1000 Männer und damit einen für Indien üblichen Männerüberschuss. Der Distrikt hatte 2011 eine Alphabetisierungsrate von 65,89 %, eine Steigerung um knapp 6 Prozentpunkte gegenüber dem Jahr 2001. Die Alphabetisierung liegt damit unter dem nationalen Durchschnitt. Knapp 96,2 % der Bevölkerung sind Hindus, ca. 2,5 % sind Muslime, 0,1 % sind Christen, und 1,1 %  gaben keine Religionszugehörigkeit an oder gehörten anderen Religionen an. 16 % der Bevölkerung sind Kinder unter 6 Jahre.

### Einwohnerentwicklung
In den ersten Jahrzehnten des 20. Jahrhunderts wuchs die Bevölkerung bereits stark. Trotz Seuchen, Krankheiten und Hungersnöten. Seit der Unabhängigkeit Indiens hat sich die Bevölkerungszunahme beschleunigt. Seit 1951 war in den jeweils zehn Jahren zwischen den einzelnen Volkszählungen ein sehr starkes Wachstum zu verzeichnen. Während die Bevölkerung in der ersten Hälfte des 20. Jahrhunderts um rund 60 % zunahm, betrug das Wachstum in den fünfzig Jahren zwischen 1961 und 2011 219 %. Die Bevölkerungszunahme zwischen 2001 und 2011 lag bei 24,96 % oder rund 129.000 Menschen. Offizielle Bevölkerungsstatistiken werden seit 1901 geführt und veröffentlicht.
| Jahr      | 1901   | 1911    | 1921    | 1931    | 1941    | 1951    | 1961    | 1971    | 1981    | 1991    |
| Einwohner | 94.216 | 107.749 | 100.086 | 120.599 | 137.759 | 150.720 | 201.898 | 242.341 | 319.231 | 420.815 |

### Bedeutende Orte
Im Distrikt gibt es insgesamt sieben Orte, die als Städte (towns und census towns) gelten. Dennoch ist der Anteil der städtischer Bevölkerung im Distrikt gering. Denn nur 110.544 der 644.758 Einwohner oder 17,15 % leben in städtischen Gebieten. Die vier Orte mit mehr als 10.000 Einwohnern sind:

### Volksgruppen
In Indien teilt man die Bevölkerung in die drei Kategorien general population, scheduled castes und scheduled tribes ein. Die scheduled castes (anerkannte Kasten) mit (2011) 58.147 Menschen (9,02 Prozent der Bevölkerung) werden heutzutage Dalit genannt (früher auch abschätzig Unberührbare betitelt). Die scheduled tribes sind die anerkannten Stammesgemeinschaften mit (2011) 300.687 Menschen (46,64 Prozent der Bevölkerung), die sich selber als Adivasi bezeichnen. Zu ihnen gehören in Madhya Pradesh 46 Volksgruppen. Mehr als 5000 Angehörige zählen die Gond (118.920 Personen oder 18,44 % der Distriktsbevölkerung), Baiga (87.177 Personen oder 13,52 % der Distriktsbevölkerung) und Kol (73.661 Personen oder 11,42 % der Distriktsbevölkerung).

### Bevölkerung des Distrikts nach Bekenntnissen
Der Distrikt hat eine deutliche hinduistische Mehrheit. Es gibt mit den Muslimen und den Anhängern traditioneller Religionen nur zwei kleinere Minderheiten im Distrikt.
In keinem Block erreicht eine religiöse Minderheit mehr als 3,77 % der dortigen Bevölkerung. Selbst in den Städten liegt der Anteil der Muslime mit Ausnahme von Nowrozabad (2496 oder 11,41 % der Bevölkerung) unter der Marke von 10 % der jeweiligen Einwohnerschaft. Die genaue religiöse Zusammensetzung der Bevölkerung zeigt folgende Tabelle:
| Jahr                                   | Buddhisten | Buddhisten | Christen | Christen | Hindus  | Hindus | Jainas | Jainas | Muslime | Muslime | Sikhs | Sikhs | Andere Religionen | Andere Religionen | keine Angaben | keine Angaben | Total   | Total    |
| Jahr                                   | Zahl       | %          | Zahl     | %        | Zahl    | %      | Zahl   | %      | Zahl    | %       | Zahl  | %     | Zahl              | %                 | Zahl          | %             | Zahl    | %        |
| -------------------------------------- | ---------- | ---------- | -------- | -------- | ------- | ------ | ------ | ------ | ------- | ------- | ----- | ----- | ----------------- | ----------------- | ------------- | ------------- | ------- | -------- |
| 2011                                   | 70         | 0,01       | 667      | 0,10     | 620.515 | 96,24  | 220    | 0,03   | 15.966  | 2,48    | 190   | 0,03  | 6028              | 0,93              | 1102          | 0,17          | 644.758 | 100,00 % |
| Quelle: Ergebnis der Volkszählung 2011 |            |            |          |          |         |        |        |        |         |         |       |       |                   |                   |               |               |         |          |

### Bevölkerung des Distrikts nach Sprachen
Die Bevölkerung des Distrikts Umaria ist sprachlich einheitlich. Denn es sprechen 634.141 Personen (98,35 % der Bevölkerung) Hindi-Sprachen und -Dialekte. Unter den Hindi-Sprachen und -Dialekten dominiert Alltagshindi mit 538.916 Sprechenden deutlich gegenüber Baghelkhandi mit 93.036 Sprechenden.
In den Städten gibt es sprachliche Minderheiten von Zugewanderten aus anderen Teilen Indiens (besonders Sindhi). Einzige einheimische sprachliche Minderheit sind die Gondi-Sprachigen, die eine drawidischen Sprache benutzen (6062 Personen). Diese konzentrieren sich auf die Blocks Nowrozabad (4075 Personen oder 5,19 % der dortigen Bevölkerung) und Pali (1477 Personen oder 1,37 % der dortigen Bevölkerung).

## Verwaltungsgliederung
Der Distrikt Umaria ist in fünf Verwaltungsbezirke (Tehsils oder Subdivisions) unterteilt: Bandhogarh, Chandia, Manpur, Nowozabad und Pali. Er besteht aus sieben Städten (davon drei census towns) und 594 bewohnten Dörfern mit 4 Stadt- und 234 Dorfverwaltungen.

## Sehenswürdigkeiten
- Bandhavgarh-Nationalpark, 449 km², zahlreiche Tiger; östlich von Umaria
- Bandhavgarh Fort, Festung der Rajas von Bandhogarh; seit 1935 unbewohnt
- Tempel in Pali; verehrt wird die Göttin Kali
- Umaria: Sagara- und Jwalamukhi-Tempel
- Stausee von Birsinghpur
- Wasserfall des Johila bei Chechpur

## Wirtschaft
Die Mehrzahl der Erwerbstätigen arbeitet in der Landwirtschaft. Die Rohstoffe Kohle und Kalkstein werden abgebaut. Zudem ist wegen der vielen Waldgebiete die Holzwirtschaft von Bedeutung. Es gibt bis auf einige kleine Papiermühlen kaum Industrie. In Heimarbeit werden Kleider, Lederwaren und Teppiche hergestellt.
Wegen der gebirgigen Geografie und der zahlreichen Waldgebiete kann nur ein kleiner Teil des Gebiets landwirtschaftlich genutzt werden. Hauptsächlich werden Reis, Weizen, (Kicher-)Erbsen, Sorghumhirse und Mais angebaut.